# Sœurs de la Croix de Strasbourg
Les Sœurs de la Croix de Strasbourg est une congrégation religieuse féminine hospitalière de droit pontifical. 

## Histoire
En 1835, Adèle de Glaubitz crée à Strasbourg l'œuvre des jeunes servantes catholiques, pour offrir hébergement, instruction et formation professionnelle à des orphelines ou des jeunes filles abandonnées. Pour pérenniser son œuvre, elle fonde la congrégation des sœurs de la Croix le 2 février 1848 avec l'aide de deux de ses sœurs. La communauté est reconnue du gouvernement par le décret impérial du 4 août 1862.
L'institut reçoit le décret de louange le 6 mai 1932 du pape Pie XI.

## Activités et diffusion
Les sœurs aident les personnes défavorisées ou handicapées.
Elles sont présentes en:
- Europe : France, Allemagne.
- Afrique : Cameroun, République du Congo.

La maison-mère est à Strasbourg.
En 2017, la congrégation comptait 125 sœurs dans 19 maisons.